# Hydron

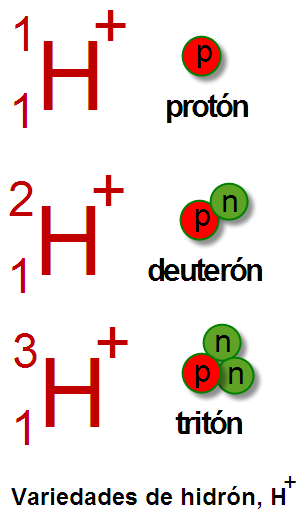
Trois variétés d'hydron : proton, deutéron et triton

Un hydron est un cation hydrogène, de symbole H+. Comme l'atome d'hydrogène neutre n'a qu'un électron, un hydron est un noyau nu (sans électrons).
Les termes hydron et proton ne sont pas équivalents : le proton est bien un hydron puisque c'est le cation 1H+ du protium 1H (l'isotope qui ne comporte pas de neutrons, certes le plus abondant),, mais un hydron peut tout aussi bien être un deutéron 2H+ ou D+ (noyau de deutérium 2H ou D, avec un neutron), ou un triton 3H+ ou T+ (noyau de tritium 3H ou T, avec deux neutrons),, voire un cation 4H+ (noyau de quadrium 4H, avec trois neutrons) : le terme hydron désigne n'importe quel cation de l'hydrogène, sans distinction entre ses isotopes.
L'hydron non dilué (c'est-à-dire un noyau d'atome d'hydrogène totalement "dénudé") ne possède pas de phase liquide ou solide.